# Norman Bluhm
Norman Bluhm (28 mars 1921 - 3 février 1999) est un peintre américain représentatif de l'expressionnisme abstrait et de l'Action painting.

## Biographie
Né le 28 mars 1921 à Chicago, il étudie avec Mies van der Rohe à l'Armour (aujourd'hui Illinois) Institute of Technology. Après avoir servi durant la Seconde Guerre mondiale dans l'USAAF comme pilote de bombardier, il décide d'abandonner ses études d'architecture. Il étudie l'art à l'Académia de Belle Arte de Florence et à l'École des beaux-arts de Paris. De 1948 à 1956, il vit à Paris. Il a de nombreux amis dans l'art, la littérature, et d'autres domaines de la création. Parmi ses proches confrères figurent Joan Mitchell, Sam Francis, Jean-Paul Riopelle, Zao Wou-ki, parmi d'autres. Comme eux, il abandonne l'esthétique de l'École de Paris pour se consacrer au all-over sous l'influence de De Kooning et Pollock. À Paris, il rencontre Antonin Artaud et Giacometti et se lie d'amitié avec George Duthuit et sa femme Marguerite, fille d'Henri Matisse qui lui achète ses premières œuvres. Il fait aussi une brève apparition dans Orphée, le film de Jean Cocteau. Marié avec Claude Souvrain jusqu'en 1956, il retourne définitivement aux États-Unis après leur séparation et épouse Carolyn Ogle en 1961. À New-York où il réside jusqu'en 1969, il se lie avec les artistes familiers du Cedar Bar comme Michael Goldberg ou Alfred Leslie (en). Il fait aussi la connaissance du poète Frank O'Hara avec lequel il réalise dès la fin des années 1950 une série de poèmes peints.

## Art
L'œuvre de Bluhm a été acclamé par la critique et ses œuvres figurent dans les collections de plusieurs grands musées comme le Smithsonian American Art Museum. Son œuvre a évolué tout au long de sa carrière, tout en conservant certains éléments (coups de brosse, utilisation très libre de la couleur, sinuosité de la ligne, etc) que le spectateur reconnaît facilement.
À l'opposé des artistes gestionnaires, Bluhm relève constamment de nouveaux défis afin d'atteindre de nouveaux domaines et des réalisations artistiques basées sur sa profonde connaissance de l'art et de l'histoire de l'art, l'utilisation de la figure humaine, de la couleur et d'une indéfectible passion pour la vie.
Les premières œuvres personnelles de Bluhm, lorsqu'il se consacre au all-over, sont des paysages abstraits peints dans un esprit proche de Sam Francis. Contrairement à ce dernier, Bluhm incorpore une ligne d'horizon qui explicite la référence au paysage. Vers la fin des années 1950, il produit une série d'œuvres ambitieuses construites à partir d'arcs de cercle, de formes en crochet caractéristiques et de rideaux de minuscules éclaboussures. À la fin des années 1960, sa fougue gestuelle s'assagit quelque peu pour laisser plus de place à son tempérament de coloriste. Puis, les formes colorées et entrelacées se remplissent tandis que les bords de la toile ont tendance à s'évider alors que la composition s'organise autour d'une symétrie axiale de plus en plus affirmée. Finalement, dans les années 1980, ces expérimentations débouchent sur des triptyques et des polyptyques où prolifèrent des treillis de formes de plus en plus complexes évoquant souvent un monde d'antrailles et de viscères où le pulsionnel est indiscernable du spirituel.

## Réception critique
L'œuvre de Bluhm, bien qu'elle soit reconnue et louée par la critique, n'a jamais bénéficié d'une attention comparable à certains de ses contemporains comme Joan Mitchell, Riopelle ou Sam Francis. Cela est dû en partie aux réticences de Bluhm à se soumettre suffisamment aux exigences commerciales du monde de l'art. Aussi, avec l'avènement du Pop Art (qu'il trouve tout à fait dénué de beauté et de passion), l'évolution des goûts artistiques dans les années 1960 a placé Bluhm dans une position marginale. Une deuxième raison est son appartenance historique à la seconde génération de l'expressionnisme abstrait, que la critique juge parfois moins rigoureuse que la première. Bluhm n'en est pas moins soutenu par Thomas Hess, rédacteur en chef du Art News, James Harithas, ancien directeur de la Corcoran Gallery or Art à Washington, Raphaël Rubinstein, éditeur de Art in America, qui lui consacre plusieurs essais ainsi que d'autres critiques comme John Yau avec lequel il a souvent collaboré et Barry Schwabsky.
En 2007, le Station Museum of Contemporary Art (en) de Houston a organisé une grande exposition intitulée « Les peintures tardives de Norman Bluhm  ». Le Houston Press a rapporté que « les peintures panoramiques de l'artiste new-yorkais sont modelées comme des vitraux ou des mandalas, mais les formes à l'intérieur sont sexy ». tandis que la Garland Fielder's review du Glasstire mentionnait que « le projet pictural de Bluhm est une telle affirmation de la vie et si franchement honnête qu'on ne peut s'empêcher de se sentir submergé par une lueur de joie spirituelle ». Déjà, peu avant la mort de Bluhm en 1999, Raphaël Rubinstein prédisait que ce corpus d'œuvre serait aussi important pour le XXIe siècle que la production tardive de Cézanne pour le XXe siècle.

## Œuvres en exposition permanente
- Smithsonian American Art Museum :
  - Acheron, huile sur toile, 168 × 229,2 cm, 1971[9].
  - Aritix, huile sur toile, 182,9 × 458,1 cm, 1959[9].
  - Eudocia, huile sur toile, 229 × 183,5 cm, 1967[9].
  - Excalibur, huile sur toile, 182,9 × 162,4 cm, 1960[9].
  - Mathematics, huile sur toile, 182,3 × 123 cm, 1962[9] .
  - Mojabe, huile sur toile, 228,6 × 183,8 cm, 1966[9].
  - Thamyris, huile sur toile, 206,3 × 290, 9 cm, 1972[9].
  - The Idol, huile sur toile, 279,4 × 177,8 cm, 1959[9].
  - Untitled, huile sur toile, 91,1 × 152,7 cm, 1960[9].